# زلزال خليج بافن 1933
زلزال خليج بافن 1933 هو زلزالٌ وقعَ في خليج بافن في كندا بتاريخ 20 نوفمبر 1933.